# 马霍德湖
马霍德湖（意译"鱼类之湖"）是一个位于上乌索山谷的湖泊，距离巴基斯坦开伯尔-普赫图赫瓦省斯瓦特县卡拉姆山谷约40公里。该湖泊可通过四轮驱动车辆进入，通常用于钓鱼和划船。

## 地理

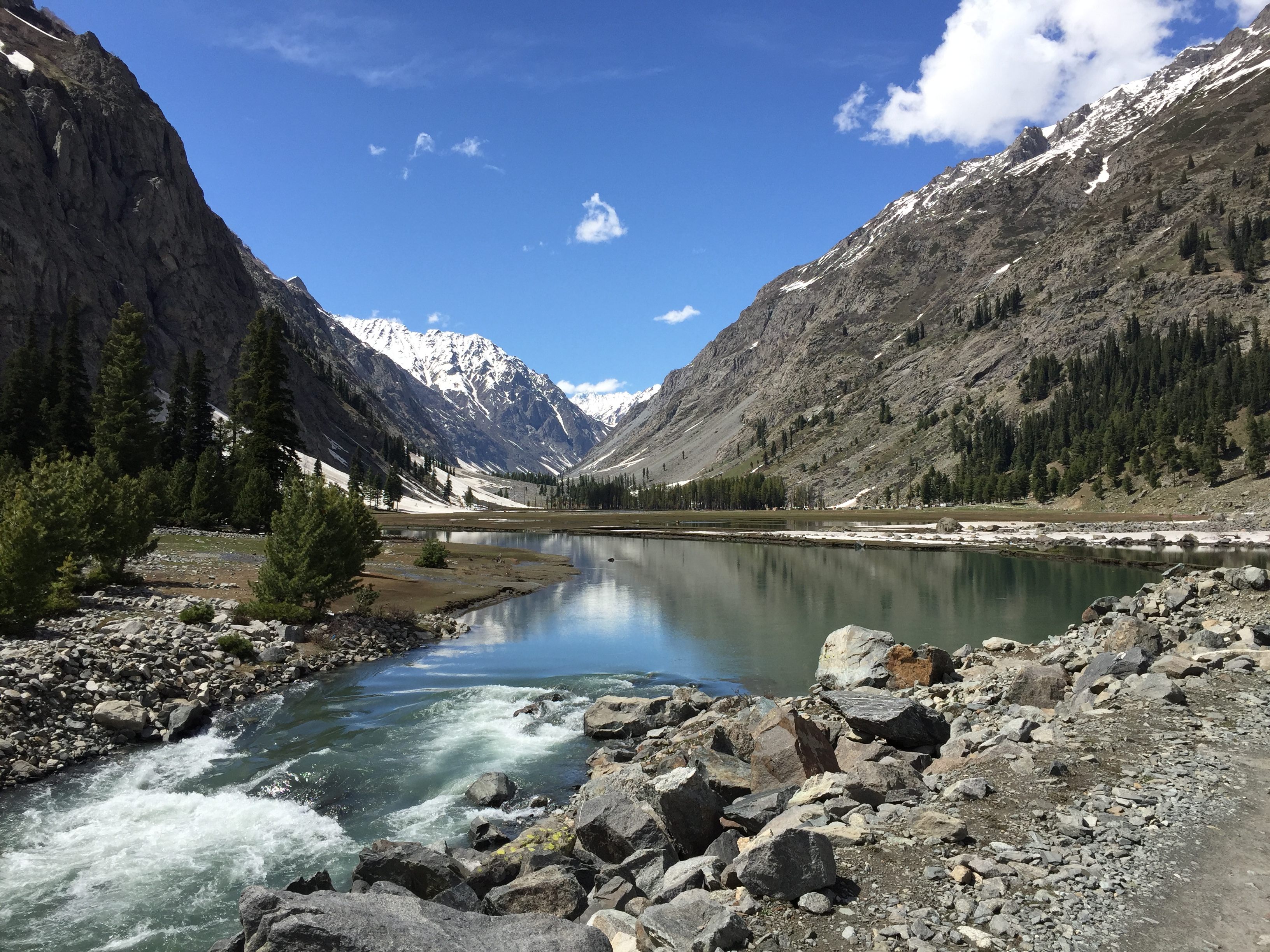
马霍德湖

马霍德湖位于兴都库什山脉的山麓，海拔2865米（9400英尺），周围有草甸、山脉和茂密的森林。马霍德湖水源由兴都库什山脉融化的冰川和泉水提供，并形成了斯瓦特河左岸的主要支流乌舒河（Ushu Khwar）。

## 动植物

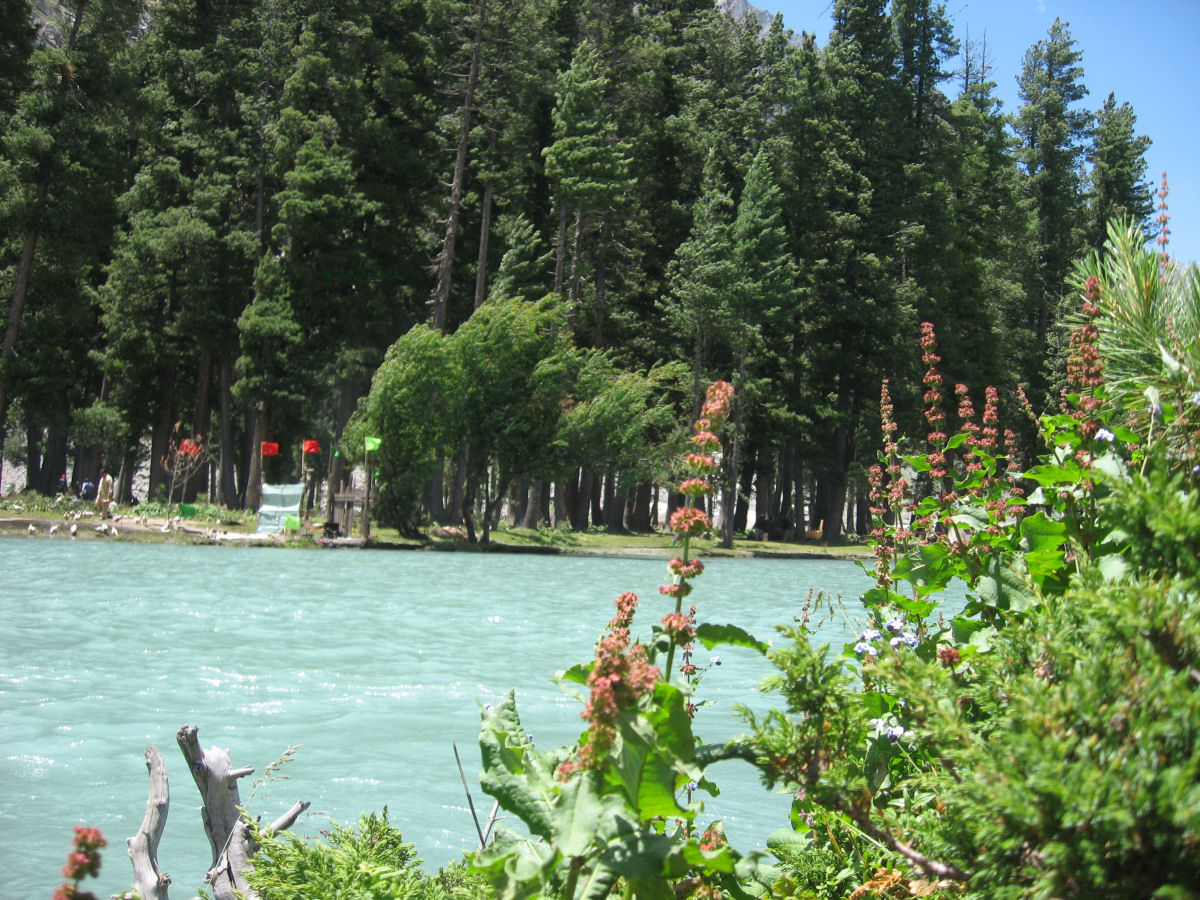
马霍德湖

在冬季，马霍德湖湖面结冰并被大雪覆盖。在夏季，湖盆周围是一大片高山花卉，如水杨梅属、绿绒蒿属、委陵菜属和龙胆属。除此之外，湖四周环绕着不同种类的松树，这些松树是野生鸟类的栖息地。湖中有大量鳟鱼，它们为垂钓活动提供了理想的机会，但只有持有相关执照的垂钓者才允许捕捞。

## 钓鱼和露营

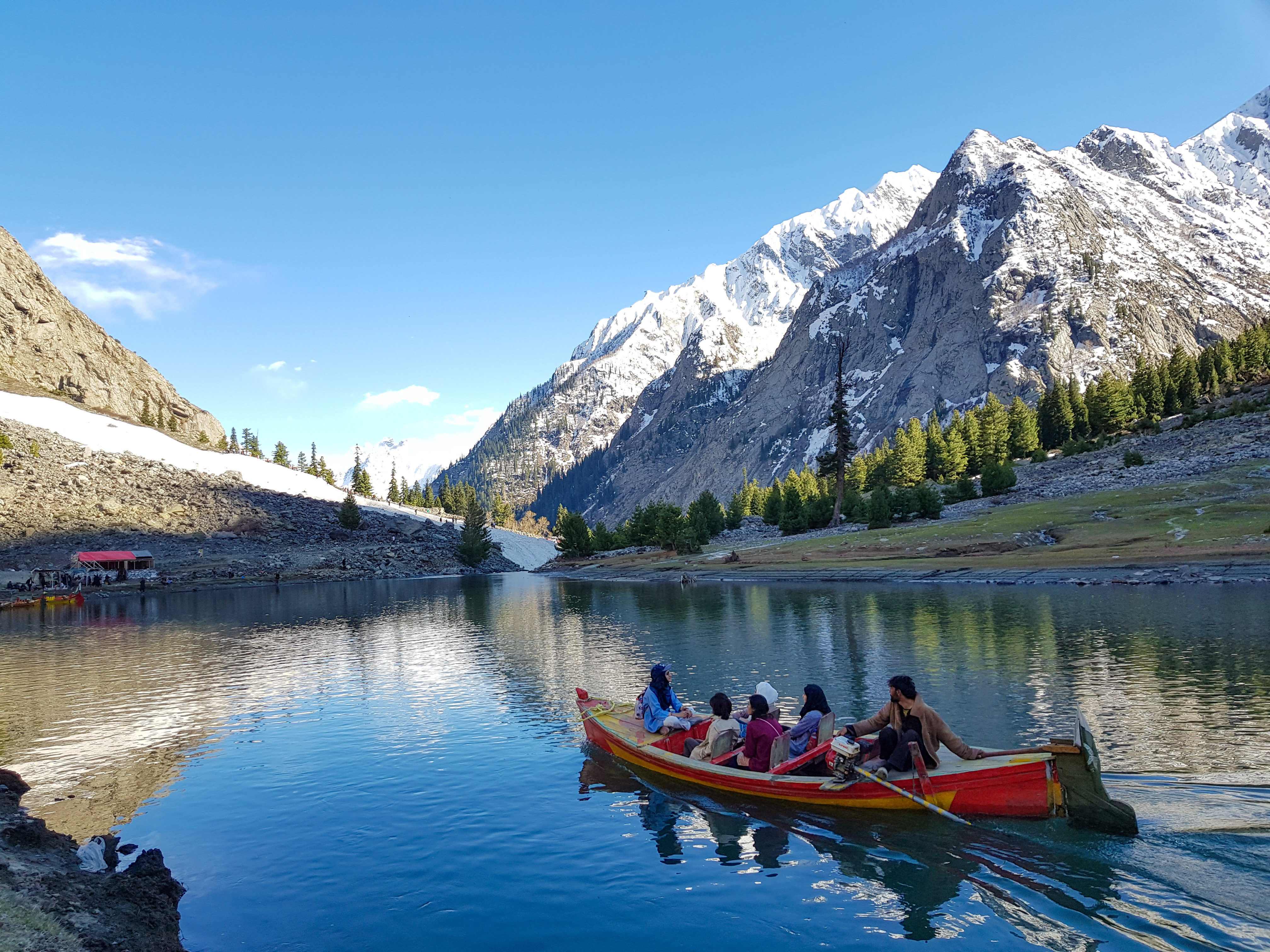
在马霍德湖划船

游客常常在湖边钓鱼和露营。马霍德湖的湖水分成一系列大小河流，这些河流曾经聚集着由斯瓦特土邦统治者引进的棕色及彩虹鳟鱼。当地人为了日常收入而过度捕鱼，并且非法使用诸如电击、硝酸甘油炸药和大渔网等捕鱼方法，这使得鱼类数量大大减少。